# لولا آنگلادا
لولا آنگلادا (اسپانیایی: Lola Anglada‎; حدود ۱۸۹۳ – ۱۹۸۴) نویسنده و تصویرگر اهل اسپانیا بود. او آخرین تصویرگر کلاسیک کاتالان در سده بیستم و از برجسته‌ترین نویسندگان پیش از جنگ داخلی اسپانیا به‌شمار می‌رود.
آنگلادا همچنین برندهٔ جوایزی همچون جایزه کرئو د سن ژردی شده‌است.